# Novembre 1956

## Évènements
- 1er novembre : 
  - States Reorganisation Act, qui découpe l’Inde en 14 États linguistiques et 6 territoires. Hyderâbâd disparaît au profit de 4 nouveaux États.
  - Trop confiant dans le soutien occidental, Imre Nagy proclame la neutralité de la Hongrie et son retrait du pacte de Varsovie. L’ordre est rétabli.

- 2 novembre : prise de Gaza par les forces israéliennes. La Syrie et la Jordanie rompent les relations diplomatiques avec la France. Les États-Unis votent avec l’URSS une résolution de l’ONU contre la France et la Grande-Bretagne qui viennent de s’engager en Égypte, exigeant l’arrêt immédiat des combats

- 3 novembre :
  - Canada : érection de l'Archéparchie catholique ukrainienne de Winnipeg et de l'Éparchie catholique ukrainienne de Toronto.
  - Nagy forme un gouvernement dans lequel les communistes sont minoritaires. L’URSS promet des concessions, mais les manifestations reprennent.

- 4 novembre : Coup de Budapest. Huit divisions soviétiques, appuyées par l’aviation, prennent d’assaut Budapest et écrasent les insurgés malgré leurs appels au secours adressés aux Occidentaux.

- 4 - 12 novembre : écrasement de l'insurrection hongroise par les Soviétiques : 200 000 hommes et 2 000 chars sont engagés.

- 5 novembre :
  - Expédition de Suez (fin le 7 novembre). Plan télescope : des troupes sont parachutées sur Port-Saïd et marchent vers le canal.
  - Les États-Unis font pression sur leurs alliés.
  - Boulganine exige le retrait des troupes françaises, britanniques et israéliennes de Suez.
  - Début du rationnement de l’essence au Royaume-Uni pendant la crise de Suez (fin en mai 1957).
- 6 novembre : réélection de Dwight David Eisenhower (républicain) comme président des États-Unis avec 57,4 % des voix contre Adlai Stevenson (démocrate) 42 %.

- 7 novembre :
  - France : violentes manifestations anticommunistes à Paris pour protester contre l’intervention soviétique en Hongrie. Jean-Paul Sartre rompt avec le parti communiste français.
  - Durant la crise de Suez, l'assemblée générale de l'ONU adopte une résolution appelant le Royaume-Uni, la France et Israël à retirer sans délai leurs troupes d'Égypte. Les États-Unis multiplient les pressions sur la livre sterling pour contraindre Anthony Eden à un cessez-le-feu. L’intervention des États-Unis, de l’URSS et de l’ONU provoquent la fin des opérations militaire (fin de la présence britannique en Égypte).
  - János Kádár, amené dans les fourgons de l'Armée rouge, annonce la formation d'un gouvernement révolutionnaire. Une nouvelle dictature communiste s’instaure avec János Kádár comme chef du parti rebaptisé Parti des travailleurs socialistes hongrois.

- 11 novembre : premier vol du prototype de bombardier stratégique américain Convair B-58 Hustler.

- 13 novembre : 
  - La Cour suprême des États-Unis juge la ségrégation raciale dans les bus contraire à la Constitution.
  - Fin de l'écrasement de l'insurrection hongroise. Des centaines de Hongrois sont exécutés, des milliers emprisonnés tandis que près de 200 000 s’enfuient en Autriche. Imre Nagy se réfugie à l’ambassade de Yougoslavie.

- 14 novembre : Washington écarte immédiatement toute idée d’intervention en Hongrie.

- 17 novembre : premier vol du prototype du chasseur français Dassault Mirage III.

- 19 novembre : discours d'Avery Brundage sur la dimension internationale des Jeux olympiques [1].

- 21 novembre, France : le Comité central du parti communiste approuve l’intervention soviétique en Hongrie.

- 22 novembre : premier bilan :
  - Imre Nagy, le premier ministre, et quarante-huit de ses partisans sont enlevés par le KGB et emmenés en Roumanie. Nagy sera condamné et pendu avec l'accord du nouveau dirigeant communiste Kádár.
  - au total, 18 camions remplis de cadavres auront été enlevés de la place du parlement.
  - le cardinal Mindszenty, ancien primat de Hongrie emprisonné de 1948 à 1955, se réfugie à l'ambassade des États-Unis où il restera enfermé jusqu'en 1971, année où il pourra quitter le pays.
  - malgré la condamnation de l’URSS par les puissances occidentales et les Nations unies, la Hongrie reste pendant plusieurs années sous surveillance.

- 26 novembre : Modibo Keïta est élu maire de Bamako.

- 29 novembre, France : mise en place du rationnement de l'essence.

## Naissances
- 1 novembre : Bernhard Bentgens, compositeur, chef d'orchestre, auteur-compositeur-interprète, chef de chœur et conférencier allemand.
- 2 novembre : Frédérique Bredin, femme politique française ancien ministre.
- 11 novembre : Edgar Lungu, homme politique zambien et Président de la République de Zambie de 2015 à 2021 († 5 juin 2025).
- 13 novembre : Nosiviwe Mapisa-Nqakula, femme politique sud-africaine.
- 14 novembre : 
  - Kenneth D. Bowersox, astronaute américain.
  - Peter R. de Vries, journaliste d'investigation néerlandais († 15 juillet 2021).
- 15 novembre : Zlatko Kranjčar, joueur de football croate († 1er mars 2021).
- 19 novembre :
  - Eileen M. Collins, astronaute américaine.
  - Wendy B. Lawrence, astronaute américaine.
- 20 novembre : K.K. Shailaja, politicienne indienne.
- 21 novembre : Martin Fayulu, homme politique congolais.
- 26 novembre : Bruno Carette, humoriste français.
- 29 novembre : Eric Laakso, joueur américain de football américain.

## Décès
- 3 novembre : Jean Metzinger, peintre et graveur français (° 24 juin 1883).
- 4 novembre : Jules Saliège, cardinal français, archevêque de Toulouse (° 24 février 1870).
- 5 novembre : Art Tatum, pianiste de jazz.
- 29 novembre : Austin Hudson, homme politique britannique (° 6 février 1897).